# Argenna
Argenna es un género de arañas araneomorfas de la familia Dictynidae. Se encuentra en la zona holártica.

## Lista de especies
Según The World Spider Catalog 12.0:
- Argenna obesa Emerton, 1911
- Argenna patula (Simon, 1874)
- Argenna polita (Banks, 1898)
- Argenna subnigra (O. Pickard-Cambridge, 1861)
- Argenna yakima Chamberlin & Gertsch, 1958
- †Argenna fossilis Petrunkevitch, 1957